# Rod Derline
Rodney G. "Rod" Derline (nacido el 11 de marzo de 1952 en Elma, Washington) es un exjugador de baloncesto estadounidense que disputó dos temporadas en la NBA. Con 1,83 metros de estatura, jugaba en la posición de base.

## Trayectoria deportiva

### Universidad
Jugó durante cuatro temporadas con los Redhawks de la Universidad de Seattle, en las que promedió 13,4 puntos por partido, siendo su mejor temporada la 1972-73, en la que anotó 423 puntos, 16,3 por encuentro.

### Profesional
Fue elegido en el puesto 179 del Draft de la NBA de 1974 por Seattle SuperSonics, con los que firmó poco después de haber sido despedido en un principio. Jugó dos temporadas, siendo la más destacada la primera, en la que promedió 5,6 puntos y 1,0 rebotes por partido.
Debido a una lesión en la rodilla se vio obligado a dejar el baloncesto prematuramente.

## Estadísticas de su carrera en la NBA

### Temporada regular
| Temporada | Edad | Equipo              | Liga | Pos. | P   | TIT | MIN  | TC  | TCA | %TC  | 3P | 3PA | %3P | TL  | TLA | %TL  | R.OF. | R.DEF. | REB | ASIS | ROB | TAP | PER | FP  | PTS |
| 1974-75   | 22   | Seattle SuperSonics | NBA  | SG   | 58  |     | 11.5 | 2.4 | 5.7 | .428 |    |     |     | 0.7 | 1.0 | .768 | 0.2   | 0.8    | 1.0 | 0.8  | 0.4 | 0.1 |     | 0.8 | 5.6 |
| 1975-76   | 23   | Seattle SuperSonics | NBA  | SG   | 49  |     | 6.9  | 1.5 | 3.7 | .403 |    |     |     | 0.9 | 1.1 | .804 | 0.2   | 0.4    | 0.6 | 0.5  | 0.2 | 0.0 |     | 0.4 | 3.9 |
| Total     |      |                     | NBA  |      | 107 |     | 9.4  | 2.0 | 4.8 | .419 |    |     |     | 0.8 | 1.0 | .786 | 0.2   | 0.6    | 0.8 | 0.7  | 0.3 | 0.0 |     | 0.6 | 4.8 |

### Playoffs
| Temporada | Edad | Equipo              | Liga | Pos. | P  | TIT | MIN  | TC  | TCA | %TC  | 3P | 3PA | %3P | TL  | TLA | %TL   | R.OF. | R.DEF. | REB | ASIS | ROB | TAP | PER | FP  | PTS |
| 1974-75   | 22   | Seattle SuperSonics | NBA  | SG   | 6  |     | 10.7 | 3.0 | 5.5 | .545 |    |     |     | 1.0 | 1.2 | .857  | 0.2   | 2.0    | 2.2 | 1.2  | 0.3 | 0.0 |     | 1.0 | 7.0 |
| 1975-76   | 23   | Seattle SuperSonics | NBA  | SG   | 4  |     | 10.3 | 0.5 | 2.5 | .200 |    |     |     | 0.5 | 0.5 | 1.000 | 0.3   | 0.8    | 1.0 | 0.3  | 0.3 | 0.0 |     | 1.0 | 1.5 |
| Total     |      |                     | NBA  |      | 10 |     | 10.5 | 2.0 | 4.3 | .465 |    |     |     | 0.8 | 0.9 | .889  | 0.2   | 1.5    | 1.7 | 0.8  | 0.3 | 0.0 |     | 1.0 | 4.8 |